# Битва при Орбіго
41°59′24″ пн. ш. 5°42′24″ зх. д. / 41.9899° пн. ш. 5.70655° зх. д.
Битва Орбіго трапився 456 року між вестготами й військом Свевського королівства свевів. Битва сталася у Орбізького мосту у Орбіго за 19 км від міста Асторга (провінція Леон, Іспанія). Вестготов очолював їх король Теодорік ІІ. Вестготськими спільниками були бургунди на чолі з Гундіохом й римляни на чолі з Чілперіком. Свевське військо очолював Рехіар.
Вестготи розбили свевів й пограбували їх столицю Брагу.